# 山河拓也
山河 拓也（さんが たくや、1961年 - ）とは、日本の競馬ライター、競馬コラムニストである。男性。

## 人物
京都府出身。競馬雑誌『優駿』『サラブレ』などで競馬コラムを執筆。『優駿』誌上で「競馬マスコミ用語辞典」および「マジカル競馬者ツアー」、中央競馬のレーシングプログラムで「競馬DJ みんなは、どうよ？」といった投稿コーナーを担当した。

## 著書
- 『JRAオモシロ重賞ニュース』〜笑いと涙の'03年用全Gレース回顧〜 ISBN 4-8094-0302-5